# ВТБ јунајтед лига 2010/11.
ВТБ јунајтед лига 2010/11. била је друга комплетна сезона ВТБ јунајтед лиге. Почела је у октобру 2010. године првим колом регуларног дела сезоне, а завршила се у априлу 2011. године финалном утакмицом.
Химки је освојио своју прву шампионску титулу победивши у финалу браниоца титуле екипу ЦСКА. 

## Формат
У регуларном делу сезоне тимови су били подељени у две групе од по 6 екипа. По две првопласиране екипе из обе групе оствариле су пласман на фајнал фор. Домаћин фајнал фора био је УНИКС из Казања.

## Тимови
Укупно 12 тимова из осам земаља такмичило се у лиги, укључујући три из Русије, по две из Литваније и Украјине, по једну из Белорусије, Естоније, Летоније, Пољске и Финске.

## Групна фаза
|  | Пласман на фајнал фор |

### Група А
| Екипа           | Игр. | Поб. | Изг. | П+  | П-  | П+/- | Бод |
| --------------- | ---- | ---- | ---- | --- | --- | ---- | --- |
| ЦСКА (Москва)   | 10   | 9    | 1    | 765 | 635 | +130 | 19  |
| УНИКС           | 10   | 9    | 1    | 850 | 671 | +179 | 19  |
| Лијетувос Ритас | 10   | 6    | 4    | 824 | 757 | +67  | 16  |
| Минск-2006      | 10   | 4    | 6    | 768 | 771 | −3   | 14  |
| Дњипро          | 10   | 2    | 8    | 721 | 892 | −171 | 12  |
| Хонка           | 10   | 0    | 10   | 663 | 865 | −202 | 10  |

| 6. октобар 2010. 18:30 (UTC+3) | Детаљи | Хонка                                                                      | 73 : 81 | Дњипро                                    | Еспо Гледаоци: 1.800 Судије: Роберт Лотермозер, Сергеј Михаилов, Алексеј Давидов |  |
| 6. октобар 2010. 18:30 (UTC+3) | Детаљи | Четвртине: 24:20, 11:13, 12:13, 13:14                                      |         |                                           | Еспо Гледаоци: 1.800 Судије: Роберт Лотермозер, Сергеј Михаилов, Алексеј Давидов |  |
| 6. октобар 2010. 18:30 (UTC+3) | Детаљи | Поени: Џон Вилијамсон 24 Скокови: Кори Белзер 8 Асистенције: Кори Белзер 2 |         | Марио Остин 23 Денем Браун 12 Стив Барт 7 | Еспо Гледаоци: 1.800 Судије: Роберт Лотермозер, Сергеј Михаилов, Алексеј Давидов |  |

| 6. октобар 2010. | Детаљи | ЦСКА                                                                            | 80 : 61 | Лијетувос Ритас                                     | Универзални спортски комплекс ЦСКА, Москва Гледаоци: 4.000 Судије: Сретен Радовић, Олег Латишевс, Фјодор Дмитријев |  |
| 6. октобар 2010. | Детаљи | Четвртине: 19:22, 18:13, 17:14, 26:12                                           |         |                                                     | Универзални спортски комплекс ЦСКА, Москва Гледаоци: 4.000 Судије: Сретен Радовић, Олег Латишевс, Фјодор Дмитријев |  |
| 6. октобар 2010. | Детаљи | Поени: Џамонт Гордон 18 Скокови: Бобан Марјановић 8 Асистенције: Алексеј Швед 6 |         | Милко Бјелица 14 Милко Бјелица 5 Кенан Бајрамовић 3 | Универзални спортски комплекс ЦСКА, Москва Гледаоци: 4.000 Судије: Сретен Радовић, Олег Латишевс, Фјодор Дмитријев |  |

| 13. октобар 2010. 19:00 (UTC+4) | Детаљи | УНИКС                                                                       | 83 : 54 | Минск-2006                                          | Баскет хол, Казањ Гледаоци: 1.000 Судије: Олег Латишевс, Иво Долинек, Јургис Лавринавичијус |  |
| 13. октобар 2010. 19:00 (UTC+4) | Детаљи | Четвртине: 19:20, 27:11, 16:9, 21:14                                        |         |                                                     | Баскет хол, Казањ Гледаоци: 1.000 Судије: Олег Латишевс, Иво Долинек, Јургис Лавринавичијус |  |
| 13. октобар 2010. 19:00 (UTC+4) | Детаљи | Поени: Марко Поповић 23 Скокови: Маћеј Лампе 9 Асистенције: Марко Поповић 9 |         | Тајвејн Маки 12 Шон Кинг 11 Александар Кудрјавцев 3 | Баскет хол, Казањ Гледаоци: 1.000 Судије: Олег Латишевс, Иво Долинек, Јургис Лавринавичијус |  |

| 19. октобар 2010. 19:00 (UTC+3) | Детаљи | Минск-2006                                                             | 90 : 60 | Хонка                                              | Минск Арена, Минск Гледаоци: 8.000 Судије: Јакуб Замојски, Борис Шуљга, Александар Горшков |  |
| 19. октобар 2010. 19:00 (UTC+3) | Детаљи | Четвртине: 26:13, 17:13, 18:14, 29:20                                  |         |                                                    | Минск Арена, Минск Гледаоци: 8.000 Судије: Јакуб Замојски, Борис Шуљга, Александар Горшков |  |
| 19. октобар 2010. 19:00 (UTC+3) | Детаљи | Поени: Шон Кинг 15 Скокови: Тајвејн Маки 9 Асистенције: Тајвејн Маки 7 |         | Џон Вилијамсон 17 Џон Вилијамсон 15 Џамар Вилсон 3 | Минск Арена, Минск Гледаоци: 8.000 Судије: Јакуб Замојски, Борис Шуљга, Александар Горшков |  |

| 30. октобар 2010. 19:10 (UTC+3) | Детаљи | Лијетувос Ритас                                                                          | 85 : 87 | УНИКС                                        | Сименс арена, Вилњус Гледаоци: 3.000 |  |
| 30. октобар 2010. 19:10 (UTC+3) | Детаљи | Четвртине: 23:25, 28:21, 13:23, 21:18                                                    |         |                                              | Сименс арена, Вилњус Гледаоци: 3.000 |  |
| 30. октобар 2010. 19:10 (UTC+3) | Детаљи | Поени: Мартинас Гацевичијус 22 Скокови: Артурас Јомантас 7 Асистенције: Игор Милошевић 7 |         | Маћеј Лампе 32 Маћеј Лампе 6 Марко Поповић 8 | Сименс арена, Вилњус Гледаоци: 3.000 |  |

| 31. октобар 2010. 18:00 (UTC+3) | Детаљи | ЦСКА                                                                                     | 113 : 73 | Дњипро                                    | Универзални спортски комплекс ЦСКА, Москва Гледаоци: 2.000 Судије: Миливоје Јовчић, Дариуш Ленчовски, Јургис Лавринавичијус |  |
| 31. октобар 2010. 18:00 (UTC+3) | Детаљи | Четвртине: 30:17, 24:22, 29:15, 30:19                                                    |          |                                           | Универзални спортски комплекс ЦСКА, Москва Гледаоци: 2.000 Судије: Миливоје Јовчић, Дариуш Ленчовски, Јургис Лавринавичијус |  |
| 31. октобар 2010. 18:00 (UTC+3) | Детаљи | Поени: Андреј Воронцевич 16 Скокови: Бобан Марјановић 7 Асистенције: Џон Роберт Холден 7 |          | Стив Барт 13 Андрју Аделеке 5 Стив Барт 5 | Универзални спортски комплекс ЦСКА, Москва Гледаоци: 2.000 Судије: Миливоје Јовчић, Дариуш Ленчовски, Јургис Лавринавичијус |  |

| 12. новембар 2010. 19:00 (UTC+2) | Детаљи | Дњипро                                                                | 73 : 79 | Минск-2006                                | Палата спортова Метеор, Дњепар Гледаоци: 3.180 |  |
| 12. новембар 2010. 19:00 (UTC+2) | Детаљи | Четвртине: 17:25, 18:19, 24:20, 14:15                                 |         |                                           | Палата спортова Метеор, Дњепар Гледаоци: 3.180 |  |
| 12. новембар 2010. 19:00 (UTC+2) | Детаљи | Поени: Марио Остин 22 Скокови: Арон Петвеј 8 Асистенције: Стив Барт 4 |         | Денис Коршук 18 Шон Кинг 7 Тајвејн маки 6 | Палата спортова Метеор, Дњепар Гледаоци: 3.180 |  |

| 13. новембар 2010. 20:00 (UTC+3) | Детаљи | УНИКС                                                                     | 60 : 69 | ЦСКА                                                       | Баскет хол, Казањ Гледаоци: 5.000 Судије: Илија Белошевић, Сергеј Михаилов, Александар Сирица |  |
| 13. новембар 2010. 20:00 (UTC+3) | Детаљи | Четвртине: 17:19, 14:26, 9:13, 20:11                                      |         |                                                            | Баскет хол, Казањ Гледаоци: 5.000 Судије: Илија Белошевић, Сергеј Михаилов, Александар Сирица |  |
| 13. новембар 2010. 20:00 (UTC+3) | Детаљи | Поени: Марко Поповић 19 Скокови: Маћеј Лампе 8 Асистенције: Рики Минард 2 |         | Трејџан Лангдон 19 Андреј Воронцевич 9 Џон Роберт Холден 4 | Баскет хол, Казањ Гледаоци: 5.000 Судије: Илија Белошевић, Сергеј Михаилов, Александар Сирица |  |

| 14. новембар 2010. 18:15 (UTC+2) | Детаљи | Лијетувос Ритас                                                                          | 87 : 67 | Хонка                                          | Сименс арена, Вилњус Гледаоци: 2.700 Судије: Оскарс Лучис |  |
| 14. новембар 2010. 18:15 (UTC+2) | Детаљи | Четвртине: 20:10, 24:20, 19:20, 24:17                                                    |         |                                                | Сименс арена, Вилњус Гледаоци: 2.700 Судије: Оскарс Лучис |  |
| 14. новембар 2010. 18:15 (UTC+2) | Детаљи | Поени: Степонас Бабраускас 17 Скокови: Јонас Валанчјунас 11 Асистенције: Милко Бјелица 4 |         | Џон Вилијамсон 22 Кори Белзер 10 Кори Белзер 3 | Сименс арена, Вилњус Гледаоци: 2.700 Судије: Оскарс Лучис |  |

| 27. новембар 2010. 18:15 (UTC+2) | Детаљи | Лијетувос Ритас                                                              | 90 : 84 | Минск-2006                                                 | Сименс арена, Вилњус Гледаоци: 1.700 Судије: Димитриј Гологанов |  |
| 27. новембар 2010. 18:15 (UTC+2) | Детаљи | Четвртине: 20:24, 27:21, 22:15, 21:24                                        |         |                                                            | Сименс арена, Вилњус Гледаоци: 1.700 Судије: Димитриј Гологанов |  |
| 27. новембар 2010. 18:15 (UTC+2) | Детаљи | Поени: Халид Ел-Амин 21 Скокови: Бред Њули 7 Асистенције: Артурас Јомантас 4 |         | Тајвејн Маки 19 Алексеј Лашкевич 7 Александар Кудрјавцев 5 | Сименс арена, Вилњус Гледаоци: 1.700 Судије: Димитриј Гологанов |  |

| 27. новембар 2010. 18:00 (UTC+3) | Детаљи | ЦСКА                                                                                     | 73 : 53 | Хонка                                             | Универзални спортски комплекс ЦСКА, Москва Гледаоци: 1.800 Судије: Оскар Леферт, Владимир Драбиковски, Јануш Цалик |  |
| 27. новембар 2010. 18:00 (UTC+3) | Детаљи | Четвртине: 20:17, 18:10, 15:12, 20:14                                                    |         |                                                   | Универзални спортски комплекс ЦСКА, Москва Гледаоци: 1.800 Судије: Оскар Леферт, Владимир Драбиковски, Јануш Цалик |  |
| 27. новембар 2010. 18:00 (UTC+3) | Детаљи | Поени: Дмитриј Соколов 18 Скокови: Андреј Воронцевич 13 Асистенције: Џон Роберт Холден 7 |         | Џон Вилијамсон 16 Џон Вилијамсон 10 Кори Блезер 2 | Универзални спортски комплекс ЦСКА, Москва Гледаоци: 1.800 Судије: Оскар Леферт, Владимир Драбиковски, Јануш Цалик |  |

| 27. новембар 2010. 14:00 (UTC+2) | Детаљи | Дњипро                                                                | 67 : 104 | УНИКС                                           | Палата спортова Метеор, Дњепар Гледаоци: 3.420 Судије: Олег Латишев, Оскарс Лучис, Пјотр Ивашков |  |
| 27. новембар 2010. 14:00 (UTC+2) | Детаљи | Четвртине: 17:32, 14:27, 17:25, 19:20                                 |          |                                                 | Палата спортова Метеор, Дњепар Гледаоци: 3.420 Судије: Олег Латишев, Оскарс Лучис, Пјотр Ивашков |  |
| 27. новембар 2010. 14:00 (UTC+2) | Детаљи | Поени: Стив Барт 15 Скокови: Арон Петвеј 9 Асистенције: Марио Остин 4 |          | Марко Поповић 21 Маћеј Лампе 11 Марко Поповић 7 | Палата спортова Метеор, Дњепар Гледаоци: 3.420 Судије: Олег Латишев, Оскарс Лучис, Пјотр Ивашков |  |

| 11. децембар 2010. 19:00 (UTC+2) | Детаљи | Минск-2006                                                              | 62 : 75 | ЦСКА                                                        | Минск арена, Минск Гледаоци: 12.000 Судије: Јакуб Замојски, Јургис Лавринавичијус, Сергеј Зашчук |  |
| 11. децембар 2010. 19:00 (UTC+2) | Детаљи | Четвртине: 19:18, 14:13, 17:24, 12:20                                   |         |                                                             | Минск арена, Минск Гледаоци: 12.000 Судије: Јакуб Замојски, Јургис Лавринавичијус, Сергеј Зашчук |  |
| 11. децембар 2010. 19:00 (UTC+2) | Детаљи | Поени: Тајвејн Маки 16 Скокови: Шон Кинг 10 Асистенције: Денис Коршук 2 |         | Трејџан Лангдон 18 Андреј Воронцевич 11 Џон Роберт Холден 3 | Минск арена, Минск Гледаоци: 12.000 Судије: Јакуб Замојски, Јургис Лавринавичијус, Сергеј Зашчук |  |

| 12. децембар 2010. 14:00 (UTC+2) | Детаљи | Дњипро                                                              | 69 : 82 | Лијетувос Ритас                               | Палата спортова Метеор, Дњепар Гледаоци: 4.050 Судије: Илија Белошевић, Иво Долинек, Антон Махлин |  |
| 12. децембар 2010. 14:00 (UTC+2) | Детаљи | Четвртине: 18:22, 19:19, 12:26, 20:15                               |         |                                               | Палата спортова Метеор, Дњепар Гледаоци: 4.050 Судије: Илија Белошевић, Иво Долинек, Антон Махлин |  |
| 12. децембар 2010. 14:00 (UTC+2) | Детаљи | Поени: Стив Барт 22 Скокови: Арон Петвеј 8 Асистенције: Стив Барт 4 |         | Кенан Бајрамовић 16 Кемал Налга 7 Бред Њули 6 | Палата спортова Метеор, Дњепар Гледаоци: 4.050 Судије: Илија Белошевић, Иво Долинек, Антон Махлин |  |

| 17. децембар 2010. 18:30 (UTC+2) | Детаљи | Хонка                                                                           | 77 : 111 | УНИКС                                        | Еспо Гледаоци: 680 Судије: Томас Јасевичијус, Мирослав Томов, Аре Халико |  |
| 17. децембар 2010. 18:30 (UTC+2) | Детаљи | Четвртине: 28:35, 22:28, 13:20, 14:28                                           |          |                                              | Еспо Гледаоци: 680 Судије: Томас Јасевичијус, Мирослав Томов, Аре Халико |  |
| 17. децембар 2010. 18:30 (UTC+2) | Детаљи | Поени: Џамар Вилсон 26 Скокови: Џон Вилијамсон 4 Асистенције: Виле Макалаинен 3 |          | Терел Лајдај 22 Маћеј Лампе 8 Терел Лајдај 3 | Еспо Гледаоци: 680 Судије: Томас Јасевичијус, Мирослав Томов, Аре Халико |  |

| 5. јануар 2011. | Детаљи | Минск-2006                                                         | 85 : 74 | Дњипро                                  | Минск арена, Минск Гледаоци: 3.000 Судије: Томас Јасевичијус, Јануш Цалик, Јевгениј Ветров |  |
| 5. јануар 2011. | Детаљи | Четвртине: 24:21, 23:23, 23:15, 15:15                              |         |                                         | Минск арена, Минск Гледаоци: 3.000 Судије: Томас Јасевичијус, Јануш Цалик, Јевгениј Ветров |  |
| 5. јануар 2011. | Детаљи | Поени: Тајвејн Маки 19 Скокови: Шон Кинг 7 Асистенције: Шон Кинг 3 |         | Стив Барт 24 Денем Браун 14 Стив Барт 2 | Минск арена, Минск Гледаоци: 3.000 Судије: Томас Јасевичијус, Јануш Цалик, Јевгениј Ветров |  |

| 5. јануар 2011. | Детаљи | Хонка                                                                        | 75 : 90 | Лијетувос Ритас                                             | Еспо Гледаоци: 1.400 Судије: Оскар Леферт, Јакуб Замојски |  |
| 5. јануар 2011. | Детаљи | Четвртине: 14:24, 25:18, 15:27, 21:21                                        |         |                                                             | Еспо Гледаоци: 1.400 Судије: Оскар Леферт, Јакуб Замојски |  |
| 5. јануар 2011. | Детаљи | Поени: Џамар Вилсон 28 Скокови: Џон Вилијамсон 8 Асистенције: Џамар Вилсон 4 |         | Кенан Бајрамовић 20 Мартинас Гацевичијус 11 Милко Бјелица 3 | Еспо Гледаоци: 1.400 Судије: Оскар Леферт, Јакуб Замојски |  |

| 6. јануар 2011. | Детаљи | ЦСКА                                                                                | 60 : 67 | УНИКС                         | Универзални спортски комплекс ЦСКА, Москва Гледаоци: 2.000 Судије: Борис Шуљга, Антон Махлин, Иво Долинек |  |
| 6. јануар 2011. | Детаљи | Четвртине: 20:19, 18:22, 8:9, 14:17                                                 |         |                               | Универзални спортски комплекс ЦСКА, Москва Гледаоци: 2.000 Судије: Борис Шуљга, Антон Махлин, Иво Долинек |  |
| 6. јануар 2011. | Детаљи | Поени: Трејџан Лангдон 15 Скокови: Џамонт Гордон 7 Асистенције: Џон Роберт Холден 4 |         | Терел Лајдај 21 Маћеј Лампе 7 | Универзални спортски комплекс ЦСКА, Москва Гледаоци: 2.000 Судије: Борис Шуљга, Антон Махлин, Иво Долинек |  |

| 12. јануар 2011. | Детаљи | Дњипро                                                                    | 65 : 74 | ЦСКА                                                    | Палата спортова Метеор, Дњепар Гледаоци: 6.100 Судије: Олег Латишевс, Мирослав Томов, Марчин Ковалски |  |
| 12. јануар 2011. | Детаљи | Четвртине: 18:25, 15:16, 19:18, 13:15                                     |         |                                                         | Палата спортова Метеор, Дњепар Гледаоци: 6.100 Судије: Олег Латишевс, Мирослав Томов, Марчин Ковалски |  |
| 12. јануар 2011. | Детаљи | Поени: Стив Барт 26 Скокови: Максим Корнијенко 7 Асистенције: Стив Барт 4 |         | Трејџан Лангдон 18 Матјаж Смодиш 11 Џон Роберт Холден 5 | Палата спортова Метеор, Дњепар Гледаоци: 6.100 Судије: Олег Латишевс, Мирослав Томов, Марчин Ковалски |  |

| 12. јануар 2011. | Детаљи | УНИКС                                                                       | 66 : 64 | Лијетувос Ритас                                                    | Баскет хол, Казањ Гледаоци: 3.500 Судије: Миливоје Јовчић, Владимир Драбиковски, Фјодор Дмитријев |  |
| 12. јануар 2011. | Детаљи | Четвртине: 17:18, 12:20, 21:14, 16:12                                       |         |                                                                    | Баскет хол, Казањ Гледаоци: 3.500 Судије: Миливоје Јовчић, Владимир Драбиковски, Фјодор Дмитријев |  |
| 12. јануар 2011. | Детаљи | Поени: Кели Макарти 25 Скокови: Кели Макарти 9 Асистенције: Захар Пашутин 5 |         | Мартинас Гацевичијус 24 Јонас Валанчјунас 7 Мартинас Гацевичијус 4 | Баскет хол, Казањ Гледаоци: 3.500 Судије: Миливоје Јовчић, Владимир Драбиковски, Фјодор Дмитријев |  |

| 28. јануар 2011. | Детаљи | Хонка                                                                        | 58 : 86 | Минск-2006                                 | Еспо Гледаоци: 486 Судије: Саша Пукл, Дариуш Ленчовски |  |
| 28. јануар 2011. | Детаљи | Четвртине: 13:22, 13:24, 19:18, 13:22                                        |         |                                            | Еспо Гледаоци: 486 Судије: Саша Пукл, Дариуш Ленчовски |  |
| 28. јануар 2011. | Детаљи | Поени: Џамар Вилсон 16 Скокови: Џон Вилијамсон 7 Асистенције: Туомас Исало 3 |         | Шон Кинг 22 Шон Кинг 17 Ненад Пиштољевић 6 | Еспо Гледаоци: 486 Судије: Саша Пукл, Дариуш Ленчовски |  |

| 9. фебруар 2011. | Детаљи | Лијетувос Ритас                                                                 | 63 : 73 | ЦСКА                                            | Сименс арена, Вилњус Гледаоци: 4.800 Судије: Саша Пукл, Миливоје Јовчић, Аре Халико |  |
| 9. фебруар 2011. | Детаљи | Четвртине: 14:17, 16:21, 15:14, 18:21                                           |         |                                                 | Сименс арена, Вилњус Гледаоци: 4.800 Судије: Саша Пукл, Миливоје Јовчић, Аре Халико |  |
| 9. фебруар 2011. | Детаљи | Поени: Кенан Бајрамовић 14 Скокови: Бред Њули 7 Асистенције: Артурас Јомантас 3 |         | Џамонт Гордон 19 Џамонт Гордон 6 Сергеј Биков 3 | Сименс арена, Вилњус Гледаоци: 4.800 Судије: Саша Пукл, Миливоје Јовчић, Аре Халико |  |

| 9. фебруар 2011. | Детаљи | Минск-2006                                                                   | 78 : 90 | УНИКС                          | Минск арена, Минск Гледаоци: 4.650 Судије: Марчин Ковалски, Оскарс Лучис, Борис Рижик |  |
| 9. фебруар 2011. | Детаљи | Четвртине: 21:30, 14:16, 18:22, 25:22                                        |         |                                | Минск арена, Минск Гледаоци: 4.650 Судије: Марчин Ковалски, Оскарс Лучис, Борис Рижик |  |
| 9. фебруар 2011. | Детаљи | Поени: Мелвин Сандерс 20 Скокови: Шон Кинг 6 Асистенције: Ненад Пиштољевић 3 |         | Хасан Ризвић 16 Кели Макарти 5 | Минск арена, Минск Гледаоци: 4.650 Судије: Марчин Ковалски, Оскарс Лучис, Борис Рижик |  |

| 10. фебруар 2011. | Детаљи | Дњипро                                                                        | 86 : 79 | Хонка                                            | Палата спортова Метеор, Дњепар Гледаоци: 3.600 Судије: Јургис Лавринавичијус, Фјодор Дмитријев, Генадиј Пономарјов |  |
| 10. фебруар 2011. | Детаљи | Четвртине: 17:19, 22:18, 19:21, 28:21                                         |         |                                                  | Палата спортова Метеор, Дњепар Гледаоци: 3.600 Судије: Јургис Лавринавичијус, Фјодор Дмитријев, Генадиј Пономарјов |  |
| 10. фебруар 2011. | Детаљи | Поени: Стив Барт 17 Скокови: Станислав Тимофејенко 9 Асистенције: Стив Барт 7 |         | Џамар Вилсон 27 Кори Блезер 10 Виле Макалаинен 5 | Палата спортова Метеор, Дњепар Гледаоци: 3.600 Судије: Јургис Лавринавичијус, Фјодор Дмитријев, Генадиј Пономарјов |  |

| 9. март 2011. | Детаљи | УНИКС                                                                       | 87 : 55 | Дњипро                                 | Баскет хол, Казањ Гледаоци: 1.000 Судије: Петри Мантила |  |
| 9. март 2011. | Детаљи | Четвртине: 26:16, 14:8, 26:13, 21:18                                        |         |                                        | Баскет хол, Казањ Гледаоци: 1.000 Судије: Петри Мантила |  |
| 9. март 2011. | Детаљи | Поени: Кели Макарти 18 Скокови: Маћеј Лампе 11 Асистенције: Марко Поповић 4 |         | Стив Барт 16 Марио Остин 6 Стив Барт 3 | Баскет хол, Казањ Гледаоци: 1.000 Судије: Петри Мантила |  |

| 9. март 2011. | Детаљи | Хонка                                                                           | 59 : 66 | ЦСКА                                                | Еспо Гледаоци: 3.512 Судије: Борис Рижик, Томас Јасевичијус, Пјотр Ивашков |  |
| 9. март 2011. | Детаљи | Четвртине: 12:19, 12:14, 15:11, 20:22                                           |         |                                                     | Еспо Гледаоци: 3.512 Судије: Борис Рижик, Томас Јасевичијус, Пјотр Ивашков |  |
| 9. март 2011. | Детаљи | Поени: Џон Вилијамсон 17 Скокови: Џон Вилијамсон 11 Асистенције: Туомас Исало 5 |         | Дмитриј Соколов 12 Никита Курбанов 9 Алексеј Швед 2 | Еспо Гледаоци: 3.512 Судије: Борис Рижик, Томас Јасевичијус, Пјотр Ивашков |  |

| 10. март 2011. | Детаљи | Минск-2006                                                                       | 78 : 86 | Лијетувос Ритас                                                | Минск арена, Минск Гледаоци: 3.700 Судије: Роберт Лотермозер, Антон Махлин, Дариуш Ленчовски |  |
| 10. март 2011. | Детаљи | Четвртине: 23:18, 15:24, 16:24, 24:20                                            |         |                                                                | Минск арена, Минск Гледаоци: 3.700 Судије: Роберт Лотермозер, Антон Махлин, Дариуш Ленчовски |  |
| 10. март 2011. | Детаљи | Поени: Тајвејн Маки 18 Скокови: Шон Кинг 10 Асистенције: Александар Кудрјавцев 4 |         | Мартинас Гацевичијус 20 Милко Бјелица 7 Мартинас Гацевичијус 3 | Минск арена, Минск Гледаоци: 3.700 Судије: Роберт Лотермозер, Антон Махлин, Дариуш Ленчовски |  |

| 16. март 2011. | Детаљи | УНИКС                                                                     | 95 : 62 | Хонка                                             | Баскет хол, Казањ Гледаоци: 1.000 Судије: Владимир Драбиковски, Јакуб Замојски, Аре Халико |  |
| 16. март 2011. | Детаљи | Четвртине: 25:25, 21:19, 23:12, 26:6                                      |         |                                                   | Баскет хол, Казањ Гледаоци: 1.000 Судије: Владимир Драбиковски, Јакуб Замојски, Аре Халико |  |
| 16. март 2011. | Детаљи | Поени: Маћеј Лампе 36 Скокови: Маћеј Лампе 15 Асистенције: Кели Макарти 6 |         | Џамар Вилсон 19 Џон Вилијамсон 9 Џон Вилијамсон 2 | Баскет хол, Казањ Гледаоци: 1.000 Судије: Владимир Драбиковски, Јакуб Замојски, Аре Халико |  |

| 16. март 2011. | Детаљи | ЦСКА                                                                           | 82 : 72 | Минск-2006                                          | Универзални спортски комплекс ЦСКА, Москва Гледаоци: 2.500 Судије: Миливоје Јовчић, Борис Шуљга, Димитриј Гологанов |  |
| 16. март 2011. | Детаљи | Четвртине: 25:9, 16:13, 23:33, 18:17                                           |         |                                                     | Универзални спортски комплекс ЦСКА, Москва Гледаоци: 2.500 Судије: Миливоје Јовчић, Борис Шуљга, Димитриј Гологанов |  |
| 16. март 2011. | Детаљи | Поени: Александар Каун 16 Скокови: Виктор Хрјапа 8 Асистенције: Сергеј Биков 3 |         | Тајвејн Маки 22 Шон Кинг 10 Александар Кудрјавцев 2 | Универзални спортски комплекс ЦСКА, Москва Гледаоци: 2.500 Судије: Миливоје Јовчић, Борис Шуљга, Димитриј Гологанов |  |

| 17. март 2011. | Детаљи | Лијетувос Ритас                                                                    | 116 : 78 | Дњипро                               | Сименс арена, Вилњус Гледаоци: 1.750 Судије: Мирослав Томов, Сергеј Буланов, Оскарс Лучис |  |
| 17. март 2011. | Детаљи | Четвртине: 32:16, 36:21, 23:18, 25:23                                              |          |                                      | Сименс арена, Вилњус Гледаоци: 1.750 Судије: Мирослав Томов, Сергеј Буланов, Оскарс Лучис |  |
| 17. март 2011. | Детаљи | Поени: Мартинас Гацевичијус 24 Скокови: Бред Њули 8 Асистенције: Дарил Строубери 6 |          | Стив Барт 19 Стив Барт 7 Стив Барт 8 | Сименс арена, Вилњус Гледаоци: 1.750 Судије: Мирослав Томов, Сергеј Буланов, Оскарс Лучис |  |

### Група Б
| Екипа    | Игр. | Поб. | Изг. | П+  | П-  | П+/- | Бод |
| -------- | ---- | ---- | ---- | --- | --- | ---- | --- |
| Химки    | 10   | 9    | 1    | 801 | 676 | +125 | 19  |
| Азовмаш  | 10   | 7    | 3    | 751 | 718 | +33  | 17  |
| Жалгирис | 10   | 7    | 3    | 801 | 741 | +60  | 17  |
| Проком   | 10   | 3    | 7    | 740 | 780 | −40  | 13  |
| ВЕФ      | 10   | 3    | 7    | 726 | 767 | −41  | 13  |
| Калев    | 10   | 1    | 9    | 645 | 782 | −137 | 11  |

| 7. октобар 2010. 18:45 (UTC+3) | Детаљи | Калев                                                                       | 69 : 70 | ВЕФ                                              | Саку Сурхаљ арена, Талин Гледаоци: 700 Судије: Сергеј Михаилов, Роберт Лотермозер, Алексеј Давидов |  |
| 7. октобар 2010. 18:45 (UTC+3) | Детаљи | Четвртине: 20:19, 13:19, 22:11, 14:21                                       |         |                                                  | Саку Сурхаљ арена, Талин Гледаоци: 700 Судије: Сергеј Михаилов, Роберт Лотермозер, Алексеј Давидов |  |
| 7. октобар 2010. 18:45 (UTC+3) | Детаљи | Поени: Роберт Крабендам 13 Скокови: Реимо Там 7 Асистенције: Грегор Арбет 3 |         | Дерик Вилијамс 16 Тајлер Кејн 9 Даирис Бертанс 5 | Саку Сурхаљ арена, Талин Гледаоци: 700 Судије: Сергеј Михаилов, Роберт Лотермозер, Алексеј Давидов |  |

| 10. октобар 2010. 14:00 (UTC+3) | Детаљи | Азовмаш                                                                                   | 80 : 76 | Проком                                      | Азовмаш арена, Маријупољ Гледаоци: 2.950 Судије: Томас Јасевичијус, Фјодор Дмитријев, Генадиј Пономарјов |  |
| 10. октобар 2010. 14:00 (UTC+3) | Детаљи | Четвртине: 22:12, 22:26, 14:18, 22:20                                                     |         |                                             | Азовмаш арена, Маријупољ Гледаоци: 2.950 Судије: Томас Јасевичијус, Фјодор Дмитријев, Генадиј Пономарјов |  |
| 10. октобар 2010. 14:00 (UTC+3) | Детаљи | Поени: Деметрије Александер 26 Скокови: Деметрије Александер 12 Асистенције: Рамел Кари 5 |         | Мајкл Вилкс 20 Роналд Барел 9 Мајкл Вилкс 7 | Азовмаш арена, Маријупољ Гледаоци: 2.950 Судије: Томас Јасевичијус, Фјодор Дмитријев, Генадиј Пономарјов |  |

| 16. октобар 2010. 17:00 (UTC+3) | Детаљи | ВЕФ                                                                           | 63 : 76 | Проком                                              | Арена Рига, Рига Гледаоци: 3.200 Судије: Саша Пукл, Владимир Драбиковски, Аре Халико |  |
| 16. октобар 2010. 17:00 (UTC+3) | Детаљи | Четвртине: 15:21, 17:23, 12:16, 19:16                                         |         |                                                     | Арена Рига, Рига Гледаоци: 3.200 Судије: Саша Пукл, Владимир Драбиковски, Аре Халико |  |
| 16. октобар 2010. 17:00 (UTC+3) | Детаљи | Поени: Сандис Валтерс 14 Скокови: Тајлер Кејн 7 Асистенције: Дерик Вилијамс 5 |         | Роберт Браун 18 Јан Хендрик Јагла 9 Данијел Јуинг 6 | Арена Рига, Рига Гледаоци: 3.200 Судије: Саша Пукл, Владимир Драбиковски, Аре Халико |  |

| 17. октобар 2010. 16:00 (UTC+3) | Детаљи | Жалгирис                                                                      | 75 : 69 | Химки                                                 | Жалгирис арена, Каунас Гледаоци: 4.312 Судије: Саша Пукл, Владимир Драбиковски, Аре Халико |  |
| 17. октобар 2010. 16:00 (UTC+3) | Детаљи | Четвртине: 16:17, 21:18, 14:16, 24:18                                         |         |                                                       | Жалгирис арена, Каунас Гледаоци: 4.312 Судије: Саша Пукл, Владимир Драбиковски, Аре Халико |  |
| 17. октобар 2010. 16:00 (UTC+3) | Детаљи | Поени: Мартинас Поцјус 18 Скокови: Мирза Бегић 7 Асистенције: Дехуан Колинс 6 |         | Виталиј Фридзон 19 Виталиј Фридзон 6 Зоран Планинић 5 | Жалгирис арена, Каунас Гледаоци: 4.312 Судије: Саша Пукл, Владимир Драбиковски, Аре Халико |  |

| 30. октобар 2010. 14:00 (UTC+2) | Детаљи | Проком                                                                             | 64 : 58 | Калев                                  | Спортска арена, Гдиња Гледаоци: 2.500 Судије: Оскарс Лучис, Антон Махлин, Александар Сирица |  |
| 30. октобар 2010. 14:00 (UTC+2) | Детаљи | Четвртине: 24:18, 9:16, 15:14, 16:10                                               |         |                                        | Спортска арена, Гдиња Гледаоци: 2.500 Судије: Оскарс Лучис, Антон Махлин, Александар Сирица |  |
| 30. октобар 2010. 14:00 (UTC+2) | Детаљи | Поени: Данијел Јуинг 13 Скокови: Јан Хендрик Јагла 10 Асистенције: Данијел Јуинг 5 |         | Рајт Кирлес 11 Реимо Там 7 Реимо Там 6 | Спортска арена, Гдиња Гледаоци: 2.500 Судије: Оскарс Лучис, Антон Махлин, Александар Сирица |  |

| 31. октобар 2010. 18:00 (UTC+3) | Детаљи | Химки                                                                         | 65 : 58 | Азовмаш                                   | Спортска дворана Новатор, Химки Гледаоци: 3.000 Судије: Јакуб Замојски, Олег Латишевс, Мирослав Томов |  |
| 31. октобар 2010. 18:00 (UTC+3) | Детаљи | Четвртине: 12:12, 17:15, 13:14, 23:17                                         |         |                                           | Спортска дворана Новатор, Химки Гледаоци: 3.000 Судије: Јакуб Замојски, Олег Латишевс, Мирослав Томов |  |
| 31. октобар 2010. 18:00 (UTC+3) | Детаљи | Поени: Кит Лангфорд 17 Скокови: Виталиј Фридзон 7 Асистенције: Кит Лангфорд 4 |         | Чарлс Томас 17 Чарлс Томас 9 Рамел Кари 3 | Спортска дворана Новатор, Химки Гледаоци: 3.000 Судије: Јакуб Замојски, Олег Латишевс, Мирослав Томов |  |

| 31. октобар 2010. 17:00 (UTC+2) | Детаљи | Жалгирис                                                                                   | 84 : 71 | ВЕФ                                                       | Сименс арена, Вилњус Гледаоци: 3.410 Судије: Оскар Леферт, Петри Мантила, Димитриј Гологанов |  |
| 31. октобар 2010. 17:00 (UTC+2) | Детаљи | Четвртине: 24:16, 20:18, 21:15, 19:22                                                      |         |                                                           | Сименс арена, Вилњус Гледаоци: 3.410 Судије: Оскар Леферт, Петри Мантила, Димитриј Гологанов |  |
| 31. октобар 2010. 17:00 (UTC+2) | Детаљи | Поени: Артурас Милакнис 14 Скокови: Тадас Климавичијус 10 Асистенције: Мантас Калнијетис 4 |         | Артјом Параховски 14 Артјом Параховски 6 Дерик Вилијамс 6 | Сименс арена, Вилњус Гледаоци: 3.410 Судије: Оскар Леферт, Петри Мантила, Димитриј Гологанов |  |

| 12. новембар 2010. 19:30 (UTC+2) | Детаљи | ВЕФ                                                                                  | 68 : 60 | Азовмаш                                              | Арена Рига, Рига Гледаоци: 2.500 Судије: Сретен Радовић |  |
| 12. новембар 2010. 19:30 (UTC+2) | Детаљи | Четвртине: 24:5, 13:21, 18:16, 13:18                                                 |         |                                                      | Арена Рига, Рига Гледаоци: 2.500 Судије: Сретен Радовић |  |
| 12. новембар 2010. 19:30 (UTC+2) | Детаљи | Поени: Артјом Параховски 18 Скокови: Каспарс Берзињш 7 Асистенције: Дерик Вилијамс 7 |         | Кристофер Овенс 15 Кристофер Овенс 9 Фредерик Хаус 5 | Арена Рига, Рига Гледаоци: 2.500 Судије: Сретен Радовић |  |

| 14. новембар 2010. 18:00 (UTC+3) | Детаљи | Химки                                                                        | 99 : 79 | Проком                                               | Спортска дворана Новатор, Химки Гледаоци: 2500 Судије: Илија Белошевић, Борис Рижик, Петри Мантила |  |
| 14. новембар 2010. 18:00 (UTC+3) | Детаљи | Четвртине: 19:10, 23:20, 28:15, 29:34                                        |         |                                                      | Спортска дворана Новатор, Химки Гледаоци: 2500 Судије: Илија Белошевић, Борис Рижик, Петри Мантила |  |
| 14. новембар 2010. 18:00 (UTC+3) | Детаљи | Поени: Кит Лангфорд 18 Скокови: Сергеј Моња 5 Асистенције: Виталиј Фридзон 3 |         | Роберт Браун 17 Јан Хендрик Јагла 10 Данијел Јуинг 3 | Спортска дворана Новатор, Химки Гледаоци: 2500 Судије: Илија Белошевић, Борис Рижик, Петри Мантила |  |

| 14. новембар 2010. 19:00 (UTC+2) | Детаљи | Жалгирис                                                                              | 101 : 83 | Калев                                    | Сименс арена, Вилњус Гледаоци: 4.020 Судије: Сретен Радовић, Јакуб Замојски |  |
| 14. новембар 2010. 19:00 (UTC+2) | Детаљи | Четвртине: 28:22, 30:10, 23:28, 20:23                                                 |          |                                          | Сименс арена, Вилњус Гледаоци: 4.020 Судије: Сретен Радовић, Јакуб Замојски |  |
| 14. новембар 2010. 19:00 (UTC+2) | Детаљи | Поени: Паулијус Јанкунас 19 Скокови: Травис Вотсон 6 Асистенције: Мантас Калнијетис 6 |          | Рајт Кирлес 20 Рајт Кирлес 9 Танел Сок 6 | Сименс арена, Вилњус Гледаоци: 4.020 Судије: Сретен Радовић, Јакуб Замојски |  |

| 27. новембар 2010. 17:00 (UTC+2) | Детаљи | ВЕФ                                                                             | 75 : 81 | Химки                                                | Арена Рига, Рига Гледаоци: 2.100 |  |
| 27. новембар 2010. 17:00 (UTC+2) | Детаљи | Четвртине: 15:19, 16:24, 20:20, 24:18                                           |         |                                                      | Арена Рига, Рига Гледаоци: 2.100 |  |
| 27. новембар 2010. 17:00 (UTC+2) | Детаљи | Поени: Кристапс Јаниченокс 20 Скокови: Тајлер Кејн 8 Асистенције: Тајлер Кејн 4 |         | Виталиј Фридзон 20 Зоран Планинић 6 Зоран Планинић 6 | Арена Рига, Рига Гледаоци: 2.100 |  |

| 28. новембар 2010. 14:00 (UTC+1) | Детаљи | Проком                                                                   | 60 : 73 | Жалгирис                                                     | Спортска арена, Гдиња Гледаоци: 3.150 Судије: Миливоје Јовчић, Мирослав Томов, Сергеј Круг |  |
| 28. новембар 2010. 14:00 (UTC+1) | Детаљи | Четвртине: 16:18, 17:16, 9:20, 18:19                                     |         |                                                              | Спортска арена, Гдиња Гледаоци: 3.150 Судије: Миливоје Јовчић, Мирослав Томов, Сергеј Круг |  |
| 28. новембар 2010. 14:00 (UTC+1) | Детаљи | Поени: Ратко Варда 13 Скокови: Џеј Ар Гиденс 6 Асистенције: Џорџ Јуинг 5 |         | Мантас Калнијетис 12 Паулијус Јанкунас 6 Мантас Калнијетис 2 | Спортска арена, Гдиња Гледаоци: 3.150 Судије: Миливоје Јовчић, Мирослав Томов, Сергеј Круг |  |

| 2. децембар 2010. 18:45 (UTC+2) | Детаљи | Калев                                                                        | 67 : 72 | Азовмаш                                          | Саку Сурхаљ арена, Талин Гледаоци: 1.500 Судије: Фјодор Дмитријев, Петри Мантила |  |
| 2. децембар 2010. 18:45 (UTC+2) | Детаљи | Четвртине: 9:17, 21:14, 14:21, 23:20                                         |         |                                                  | Саку Сурхаљ арена, Талин Гледаоци: 1.500 Судије: Фјодор Дмитријев, Петри Мантила |  |
| 2. децембар 2010. 18:45 (UTC+2) | Детаљи | Поени: Мајкл Даниген 19 Скокови: Мајкл Даниген 9 Асистенције: Грегор Арбет 3 |         | Рамел Кари 20 Кристофер Овенс 14 Фредерик Хаус 3 | Саку Сурхаљ арена, Талин Гледаоци: 1.500 Судије: Фјодор Дмитријев, Петри Мантила |  |

| 11. децембар 2010. 14:00 (UTC+2) | Детаљи | Азовмаш                                                                                  | 75 : 63 | Жалгирис                                               | Азовмаш арена, Маријупољ Гледаоци: 2.350 Судије: Илија Белошевић, Иво Долинек, Антон Махлин |  |
| 11. децембар 2010. 14:00 (UTC+2) | Детаљи | Четвртине: 17:23, 25:16, 13:10, 20:14                                                    |         |                                                        | Азовмаш арена, Маријупољ Гледаоци: 2.350 Судије: Илија Белошевић, Иво Долинек, Антон Махлин |  |
| 11. децембар 2010. 14:00 (UTC+2) | Детаљи | Поени: Рамел Кари 19 Скокови: Деметрије Александер 6 Асистенције: Деметрије Александер 3 |         | Мартинас Поцјус 13 Травис Вотсон 7 Паулијус Јанкунас 2 | Азовмаш арена, Маријупољ Гледаоци: 2.350 Судије: Илија Белошевић, Иво Долинек, Антон Махлин |  |

| 12. децембар 2010. 17:00 (UTC+3) | Детаљи | Химки                                                                                | 75 : 50 | Калев                                  | Спортска дворана Новатор, Химки Гледаоци: 2.500 Судије: Борис Шуљга, Александар Сирица, Дариуш Ленчовски |  |
| 12. децембар 2010. 17:00 (UTC+3) | Детаљи | Четвртине: 21:13, 14:13, 18:12, 22:12                                                |         |                                        | Спортска дворана Новатор, Химки Гледаоци: 2.500 Судије: Борис Шуљга, Александар Сирица, Дариуш Ленчовски |  |
| 12. децембар 2010. 17:00 (UTC+3) | Детаљи | Поени: Кит Лангфорд 14 Скокови: Алексеј Саврашенко 9 Асистенције: Вјачеслав Зајцев 4 |         | Рајт Кирлес 9 Јосеп Томе 6 Танел Сок 3 | Спортска дворана Новатор, Химки Гледаоци: 2.500 Судије: Борис Шуљга, Александар Сирица, Дариуш Ленчовски |  |

| 18. децембар 2010. 14:00 (UTC+2) | Детаљи | Проком                                                                       | 103 : 75 | ВЕФ                                                 | Спортска арена, Гдиња Гледаоци: 1.850 Судије: Оскар Леферт, Алексеј Давидов, Пјотр Ивашков |  |
| 18. децембар 2010. 14:00 (UTC+2) | Детаљи | Четвртине: 24:16, 31:25, 26:19, 22:15                                        |          |                                                     | Спортска арена, Гдиња Гледаоци: 1.850 Судије: Оскар Леферт, Алексеј Давидов, Пјотр Ивашков |  |
| 18. децембар 2010. 14:00 (UTC+2) | Детаљи | Поени: Филип Виденов 22 Скокови: Роберт Витка 9 Асистенције: Данијел Јуинг 5 |          | Сандис Валтерс 19 Сандис Валтерс 4 Дерик Вилијамс 5 | Спортска арена, Гдиња Гледаоци: 1.850 Судије: Оскар Леферт, Алексеј Давидов, Пјотр Ивашков |  |

| 5. јануар 2011. | Детаљи | Проком                                                                     | 76 : 85 | Азовмаш                                    | Спортска арена, Гдиња Гледаоци: 2.150 Судије: Роберт Лотермозер, Петри Мантила |  |
| 5. јануар 2011. | Детаљи | Четвртине: 20:24, 26:13, 14:24, 16:24                                      |         |                                            | Спортска арена, Гдиња Гледаоци: 2.150 Судије: Роберт Лотермозер, Петри Мантила |  |
| 5. јануар 2011. | Детаљи | Поени: Данијел Јуинг 26 Скокови: Адам Лапета 11 Асистенције: Мајкл Вилкс 5 |         | Рамел Кари 26 Фредерик Хаус 6 Рамел Кари 4 | Спортска арена, Гдиња Гледаоци: 2.150 Судије: Роберт Лотермозер, Петри Мантила |  |

| 5. јануар 2011. | Детаљи | ВЕФ                                                                            | 95 : 55 | Калев                                         | Арена Рига, Рига Гледаоци: 900 Судије: Јургис Лавринавичијус, Димитриј Гологанов |  |
| 5. јануар 2011. | Детаљи | Четвртине: 25:13, 20:11, 24:12, 26:19                                          |         |                                               | Арена Рига, Рига Гледаоци: 900 Судије: Јургис Лавринавичијус, Димитриј Гологанов |  |
| 5. јануар 2011. | Детаљи | Поени: Тајлер Кејн 20 Скокови: Каспарс Берзињш 7 Асистенције: Даирис Бертанс 6 |         | Рајт Кирлес 12 Кристјан Китсинг 6 Танел Сок 4 | Арена Рига, Рига Гледаоци: 900 Судије: Јургис Лавринавичијус, Димитриј Гологанов |  |

| 6. јануар 2011. | Детаљи | Химки                                                                      | 78 : 76 | Жалгирис                                                 | Спортска дворана Новатор, Химки Гледаоци: 4.000 Судије: Олег Латишевс, Марчин Ковальски, Сергеј Зашчук |  |
| 6. јануар 2011. | Детаљи | Четвртине: 12:12, 24:22, 26:22, 16:20                                      |         |                                                          | Спортска дворана Новатор, Химки Гледаоци: 4.000 Судије: Олег Латишевс, Марчин Ковальски, Сергеј Зашчук |  |
| 6. јануар 2011. | Детаљи | Поени: Кит Лангфорд 26 Скокови: Бенџамин Езе 6 Асистенције: Кит Лангфорд 4 |         | Паулијус Јанкунас 12 Травис Вотсон 9 Мантас Калнијетис 5 | Спортска дворана Новатор, Химки Гледаоци: 4.000 Судије: Олег Латишевс, Марчин Ковальски, Сергеј Зашчук |  |

| 12. јануар 2011. | Детаљи | Азовмаш                                                              | 80 : 99 | Химки                                            | Азовмаш арена, Маријупољ Гледаоци: 2.950 Судије: Оскарс Лучис, Јургис Лавринавичијус, Аре Халико |  |
| 12. јануар 2011. | Детаљи | Четвртине: 17:18, 18:27, 24:23, 21:31                                |         |                                                  | Азовмаш арена, Маријупољ Гледаоци: 2.950 Судије: Оскарс Лучис, Јургис Лавринавичијус, Аре Халико |  |
| 12. јануар 2011. | Детаљи | Поени: Рамел Кари 25 Скокови: Рамел Кари 6 Асистенције: Рамел Кари 4 |         | Кит Лангфорд 20 Виталиј Фридзон 6 Кит Лангфорд 6 | Азовмаш арена, Маријупољ Гледаоци: 2.950 Судије: Оскарс Лучис, Јургис Лавринавичијус, Аре Халико |  |

| 12. јануар 2011. | Детаљи | Калев                                                                    | 77 : 70 | Проком                                      | Саку Сурхаљ арена, Талин Гледаоци: 1.000 Судије: Фабио Факини, Сретен Радовић, Сергеј Круг |  |
| 12. јануар 2011. | Детаљи | Четвртине: 19:8, 15:24, 16:22, 27:16                                     |         |                                             | Саку Сурхаљ арена, Талин Гледаоци: 1.000 Судије: Фабио Факини, Сретен Радовић, Сергеј Круг |  |
| 12. јануар 2011. | Детаљи | Поени: Рајт Кирлес 16 Скокови: Мајкл Даниген 14 Асистенције: Реимо Там 3 |         | Ратко Варда 13 Ратко Варда 10 Мајкл Вилкс 3 | Саку Сурхаљ арена, Талин Гледаоци: 1.000 Судије: Фабио Факини, Сретен Радовић, Сергеј Круг |  |

| 13. јануар 2011. | Детаљи | ВЕФ                                                                                     | 74 : 79 | Жалгирис                                               | Арена Рига, Рига Гледаоци: 2.000 Судије: Фабио Факини, Сретен Радовић, Сергеј Круг |  |
| 13. јануар 2011. | Детаљи | Четвртине: 20:30, 25:19, 20:20, 9:10                                                    |         |                                                        | Арена Рига, Рига Гледаоци: 2.000 Судије: Фабио Факини, Сретен Радовић, Сергеј Круг |  |
| 13. јануар 2011. | Детаљи | Поени: Артјом Параховски 20 Скокови: Артјом Параховски 10 Асистенције: Даирис Бертанс 4 |         | Мартинас Поцјус 15 Травис Вотсон 8 Мантас Калнијетис 3 | Арена Рига, Рига Гледаоци: 2.000 Судије: Фабио Факини, Сретен Радовић, Сергеј Круг |  |

| 9. фебруар 2011. | Детаљи | Проком                                                                        | 57 : 86 | Химки                                             | Спортска арена, Гдиња Гледаоци: 2.800 Судије: Владимир Драбиковски, Иво Долинек, Томас Јасевичијус |  |
| 9. фебруар 2011. | Детаљи | Четвртине: 18:24, 12:17, 15:29, 12:16                                         |         |                                                   | Спортска арена, Гдиња Гледаоци: 2.800 Судије: Владимир Драбиковски, Иво Долинек, Томас Јасевичијус |  |
| 9. фебруар 2011. | Детаљи | Поени: Филип Виденов 10 Скокови: Адам Хрицанјук 6 Асистенције: Роберт Витка 2 |         | Кит Лангфорд 17 Зоран Планинић 7 Зоран Планинић 4 | Спортска арена, Гдиња Гледаоци: 2.800 Судије: Владимир Драбиковски, Иво Долинек, Томас Јасевичијус |  |

| 10. фебруар 2011. | Детаљи | Калев                                                                          | 66 : 91 | Жалгирис                                           | Саку Сурхаљ арена, Талин Гледаоци: 1.000 Судије: Оскар Леферт, Јануш Цалик, Сергеј Буланов |  |
| 10. фебруар 2011. | Детаљи | Четвртине: 16:20, 18:19, 18:20, 14:32                                          |         |                                                    | Саку Сурхаљ арена, Талин Гледаоци: 1.000 Судије: Оскар Леферт, Јануш Цалик, Сергеј Буланов |  |
| 10. фебруар 2011. | Детаљи | Поени: Рајт Кирлес 16 Скокови: Кристјан Китсинг 5 Асистенције: Армандс Шкеле 4 |         | Травис Вотсон 17 Трент Плејстад 11 Дехуан Колинс 4 | Саку Сурхаљ арена, Талин Гледаоци: 1.000 Судије: Оскар Леферт, Јануш Цалик, Сергеј Буланов |  |

| 10. фебруар 2011. | Детаљи | Азовмаш                                                                 | 79 : 74 | ВЕФ                                                    | Азовмаш арена, Маријупољ Гледаоци: 2.750 Судије: Јакуб Замојски, Мирослав Томов, Михаил Количев |  |
| 10. фебруар 2011. | Детаљи | Четвртине: 24:11, 18:25, 18:20, 19:18                                   |         |                                                        | Азовмаш арена, Маријупољ Гледаоци: 2.750 Судије: Јакуб Замојски, Мирослав Томов, Михаил Количев |  |
| 10. фебруар 2011. | Детаљи | Поени: Рамел Кари 30 Скокови: Фредерик Хаус 7 Асистенције: Рамел Кари 3 |         | Даирис Бертанс 19 Артјом Параховски 9 Даирис Бертанс 4 | Азовмаш арена, Маријупољ Гледаоци: 2.750 Судије: Јакуб Замојски, Мирослав Томов, Михаил Количев |  |

| 9. март 2011. | Детаљи | Жалгирис                                                                                | 84 : 79 | Проком                                          | Сименс арена, Вилњус Гледаоци: 3.615 Судије: Борис Шуљга, Оскарс Лучис, Јевгениј Ветров |  |
| 9. март 2011. | Детаљи | Четвртине: 19:10, 19:24, 25:25, 21:20                                                   |         |                                                 | Сименс арена, Вилњус Гледаоци: 3.615 Судије: Борис Шуљга, Оскарс Лучис, Јевгениј Ветров |  |
| 9. март 2011. | Детаљи | Поени: Мартинас Поцјус 19 Скокови: Паулијус јанкунас 8 Асистенције: Мантас Калнијетис 7 |         | Томас Адамс 17 Адам Лапета 7 Кржиштоф Жубарка 7 | Сименс арена, Вилњус Гледаоци: 3.615 Судије: Борис Шуљга, Оскарс Лучис, Јевгениј Ветров |  |

| 9. март 2011. | Детаљи | Химки                                                                               | 81 : 61 | ВЕФ                                                    | Спортска дворана Новатор, Химки Гледаоци: 2.500 Судије: Саша Пукл, Роберт Лотермозер, Јануш Цалик |  |
| 9. март 2011. | Детаљи | Четвртине: 19:17, 25:18, 18:13, 19:13                                               |         |                                                        | Спортска дворана Новатор, Химки Гледаоци: 2.500 Судије: Саша Пукл, Роберт Лотермозер, Јануш Цалик |  |
| 9. март 2011. | Детаљи | Поени: Лазарос Пападопулос 20 Скокови: Крешимир Лончар 6 Асистенције: Сергеј Моња 6 |         | Сандис Валтерс 15 Артјом Параховски 7 Сандис Валтерс 4 | Спортска дворана Новатор, Химки Гледаоци: 2.500 Судије: Саша Пукл, Роберт Лотермозер, Јануш Цалик |  |

| 10. март 2011. | Детаљи | Азовмаш                                                                               | 76 : 55 | Калев                                        | Азовмаш арена, Маријупољ Гледаоци: 2.750 Судије: Миливоје Јовчић, Иво Долинек, Алексеј Давидов |  |
| 10. март 2011. | Детаљи | Четвртине: 22:13, 20:16, 22:13, 12:13                                                 |         |                                              | Азовмаш арена, Маријупољ Гледаоци: 2.750 Судије: Миливоје Јовчић, Иво Долинек, Алексеј Давидов |  |
| 10. март 2011. | Детаљи | Поени: Деметрије Александер 17 Скокови: Фредерик Хаус 10 Асистенције: Фредерик Хаус 4 |         | Мајкл Даниген 17 Армандс Шкеле 9 Реимо Там 6 | Азовмаш арена, Маријупољ Гледаоци: 2.750 Судије: Миливоје Јовчић, Иво Долинек, Алексеј Давидов |  |

| 16. март 2011. | Детаљи | Калев                                                                   | 65 : 68 | Химки                                           | Саку Сурхаљ арена, Талин Гледаоци: 1.000 Судије: Илија Белошевић, Борис Рижик, Марчин Ковалски |  |
| 16. март 2011. | Детаљи | Четвртине: 14:12, 19:16, 16:19, 16:21                                   |         |                                                 | Саку Сурхаљ арена, Талин Гледаоци: 1.000 Судије: Илија Белошевић, Борис Рижик, Марчин Ковалски |  |
| 16. март 2011. | Детаљи | Поени: Рајт Кирлес 15 Скокови: Мајкл Даниген 9 Асистенције: Реимо Там 5 |         | Травис Хансен 18 Сергеј Моња 7 Зоран Планинић 7 | Саку Сурхаљ арена, Талин Гледаоци: 1.000 Судије: Илија Белошевић, Борис Рижик, Марчин Ковалски |  |

| 17. март 2011. | Детаљи | Жалгирис                                                                          | 75 : 86 | Азовмаш                                         | Сименс арена, Вилњус Гледаоци: 5.000 Судије: Фабио Факини, Саша Пукл, Александар Горшков |  |
| 17. март 2011. | Детаљи | Четвртине: 22:26, 25:23, 22:18, 6:19                                              |         |                                                 | Сименс арена, Вилњус Гледаоци: 5.000 Судије: Фабио Факини, Саша Пукл, Александар Горшков |  |
| 17. март 2011. | Детаљи | Поени: Травис Вотсон 12 Скокови: Паулијус Јанкунас 6 Асистенције: Дехуан Колинс 5 |         | Фредерик Хаус 21 Кристофер Овенс 8 Рамел Кари 3 | Сименс арена, Вилњус Гледаоци: 5.000 Судије: Фабио Факини, Саша Пукл, Александар Горшков |  |

## Фајнал фор
|  | Полуфинале 22. април | Полуфинале 22. април |                      |    | Финале 23. април | Финале 23. април |
|  |                      |                      |                      |    |                  |                  |
|  |                      |                      |                      |    |                  |                  |
|  |                      |                      |                      |    |                  |                  |
|  | Москва               | 69                   |                      |    |                  |                  |
|  | Москва               | 69                   |                      |    |                  |                  |
|  | Азовмаш              | 57                   |                      |    |                  |                  |
|  | Азовмаш              | 57                   | Москва               | 64 |                  |                  |
|  |                      |                      | Москва               | 64 |                  |                  |
|  |                      | Химки                | 66                   |    |                  |                  |
|  | Химки                | Химки                | 66                   | 84 |                  |                  |
|  | Химки                |                      |                      | 84 |                  |                  |
|  | УНИКС                | 78                   |                      |    |                  |                  |
|  | УНИКС                | 78                   | Утакмица за 3. место |    |                  |                  |
|  |                      |                      |                      |    |                  |                  |
|  |                      |                      |                      |    |                  |                  |
|  |                      |                      |                      |    |                  |                  |
|  | Азовмаш              | 75                   |                      |    |                  |                  |
|  | Азовмаш              | 75                   |                      |    |                  |                  |
|  | УНИКС                | 95                   |                      |    |                  |                  |

| Првак ВТБ јунајтед лиге 2010/11. |
| -------------------------------- |
| Химки Русија 1. титула           |

### Полуфинале
| 22. април 2011. 17:00 | Детаљи | Москва                                                       | 69 : 57 | Азовмаш                              | Баскет хол, Казањ Гледаоци: 4.000 Судије: Илија Белошевић, Саша Пукл, Јакуб Замојски |  |
| 22. април 2011. 17:00 | Детаљи | Четвртине: 17–15, 16–16, 21–12, 15–14                        |         |                                      | Баскет хол, Казањ Гледаоци: 4.000 Судије: Илија Белошевић, Саша Пукл, Јакуб Замојски |  |
| 22. април 2011. 17:00 | Детаљи | Поени: Каун 16 Скокови: Каун 7 Асистенције: Холден, Хрјапа 5 |         | Александер, Кари 15 Овенс 10 Овенс 4 | Баскет хол, Казањ Гледаоци: 4.000 Судије: Илија Белошевић, Саша Пукл, Јакуб Замојски |  |

| 22. април 2011. 20:00 | Детаљи | Химки                                                       | 84 : 78 | УНИКС                       | Баскет хол, Казањ Гледаоци: 6.500 Судије: Владимир Драбиковски, Оскар Леферт, Антон Махлин |  |
| 22. април 2011. 20:00 | Детаљи | Четвртине: 17–15, 21–25, 24–17, 22–21                       |         |                             | Баскет хол, Казањ Гледаоци: 6.500 Судије: Владимир Драбиковски, Оскар Леферт, Антон Махлин |  |
| 22. април 2011. 20:00 | Детаљи | Поени: Фридзон 27 Скокови: Лончар 6 Асистенције: Планинић 9 |         | Ризвић 17 Лампе 9 Поповић 7 | Баскет хол, Казањ Гледаоци: 6.500 Судије: Владимир Драбиковски, Оскар Леферт, Антон Махлин |  |

### Утакмица за 3. место
| 23. април 2011. 16:00 | Детаљи | Азовмаш                                                      | 75 : 95 | УНИКС                                         | Баскет хол, Казањ Гледаоци: 5.500 Судије: Илија Белошевић, Оскар Леферт, Јакуб Замојски |  |
| 23. април 2011. 16:00 | Детаљи | Четвртине: 9–27, 26–27, 17–14, 23–27                         |         |                                               | Баскет хол, Казањ Гледаоци: 5.500 Судије: Илија Белошевић, Оскар Леферт, Јакуб Замојски |  |
| 23. април 2011. 16:00 | Детаљи | Поени: три играча по 15 Скокови: Томас 8 Асистенције: Пирс 5 |         | Минард 24 Минард, Веременко 7 три играча по 4 | Баскет хол, Казањ Гледаоци: 5.500 Судије: Илија Белошевић, Оскар Леферт, Јакуб Замојски |  |

### Финале
| 23. април 2011. 18:30 | Детаљи | Москва                                                             | 64 : 66 | Химки                             | Баскет хол, Казањ Гледаоци: 5.500 Судије: Владимир Драбиковски, Саша Пукл, Томас Јасевичијус |  |
| 23. април 2011. 18:30 | Детаљи | Четвртине: 6–17, 21–16, 20–13, 17–20                               |         |                                   | Баскет хол, Казањ Гледаоци: 5.500 Судије: Владимир Драбиковски, Саша Пукл, Томас Јасевичијус |  |
| 23. април 2011. 18:30 | Детаљи | Поени: Гордон, Холден 15 Скокови: Воронцевич 6 Асистенције: Швед 5 |         | Лончар 18 Фридзон 7 Пападопулос 3 | Баскет хол, Казањ Гледаоци: 5.500 Судије: Владимир Драбиковски, Саша Пукл, Томас Јасевичијус |  |

## Награде

### Најбоља петорка 1. кола
- МВП 1. кола — Деметрије Александер  Азовмаш [8]
- Марко Поповић  УНИКС[8]
- Мартинас Поцјус  Жалгирис[8]
- Џамонт Гордон  ЦСКА Москва[8]
- Марио Остин  Дњипро[8]

### Најбоља петорка 2. кола
- МВП 2. кола — Маћеј Лампе  УНИКС [9]
- Марко Поповић УНИКС [9]
- Кит Лангфорд  Химки[9]
- Мартинас Гецевичијус  Лијетувос Ритас[9]
- Бобан Марјановић ЦСКА Москва[9]

### Најбоља петорка 3. кола
- МВП 3. кола — Трејџан Лангдон ЦСКА Москва [10]
- Шон Маки  Минск-2006[10]
- Сергеј Моња  Химки[10]
- Артјом Параховски  ВЕФ[10]
- Јонас Валанчјунас  Лијетувос Ритас[10]

### Најбоља петорка 4. кола
- МВП 4. кола  — Андреј Воронцевич ЦСКА Москва[11]
- Марко Поповић  УНИКС[11]
- Халид Ел-Амин  Лијетувос Ритас[11]
- Дехуан Колинс  Жалгирис[11]
- Кристофер Овенс  Азовмаш[11]

### Најбоља петорка 5. кола
- МВП 5. кола  — Максим Пустозвонов  Азовмаш[12]
- Терел Лајдај  УНИКС[12]
- Никита Курбанов ЦСКА Москва[12]
- Бред Њули  Лијетувос Ритас[12]
- Шон Кинг  Минск-2006[12]

### Најбоља петорка 6. кола
- МВП 6. кола  — Рамел Кари  Азовмаш[13]
- Терел Лајдај  УНИКС[13]
- Мартинас Гецевичијус  Лијетувос Ритас[13]
- Тајлер Кејн  ВЕФ[13]
- Бенџамин Езе  Химки[13]

### Најбоља петорка 7. кола
- МВП 7. кола  — Кели Макарти  УНИКС[14]
- Кит Лангфорд  Химки[14]
- Мартинас Гецевичијус  Лијетувос Ритас[14]
- Рајт Кирлес  Калев[14]
- Шон Кинг  Минск-2006[14]

### Најбоља петорка 8. кола
- МВП 8. кола  — Рамел Кари  Азовмаш[15]
- Стив Барт  Дњипро[15]
- Кели Макарти  УНИКС[15]
- Матјаж Смодиш ЦСКА Москва[15]
- Травис Вотсон  Жалгирис[15]

### Најбоља петорка 9. кола
- МВП 9. кола  — Лазарос Пападопулос  Химки[16]
- Фредерик Хаус  Азовмаш[16]
- Мартинас Гецевичијус  Лијетувос Ритас[16]
- Мартинас Поцјус  Жалгирис[16]
- Кели Макарти  УНИКС[16]

### Најбоља петорка 10. кола
- МВП 10. кола  — Фредерик Хаус  Азовмаш[17]
- Мартинас Гецевичијус  Лијетувос Ритас[17]
- Рајт Кирлес  Калев[17]
- Маћеј Лампе  УНИКС[17]
- Александар Каун ЦСКА Москва[17]

### Најбоља петорка регуларног дела сезоне
- МВП регуларног дела сезоне — Рамел Кари  Азовмаш[18]
- Маћеј Лампе  УНИКС[18]
- Кит Лангфорд  Химки[18]
- Марко Поповић  УНИКС[18]
- Мартинас Гецевичијус  Лијетувос Ритас[18]

### Најбоља петорка фајнал фора
- МВП фајнал фора — Виталиј Фридзон  Химки[19]
- Алексеј Швед ЦСКА Москва[19]
- Кели Макарти  УНИКС[19]
- Виктор Хрјапа ЦСКА Москва[19]
- Крешимир Лончар  Химки[19]